# 卡爾河 (魯爾河支流)
50°41′29.8″N 6°27′9.3″E / 50.691611°N 6.452583°E

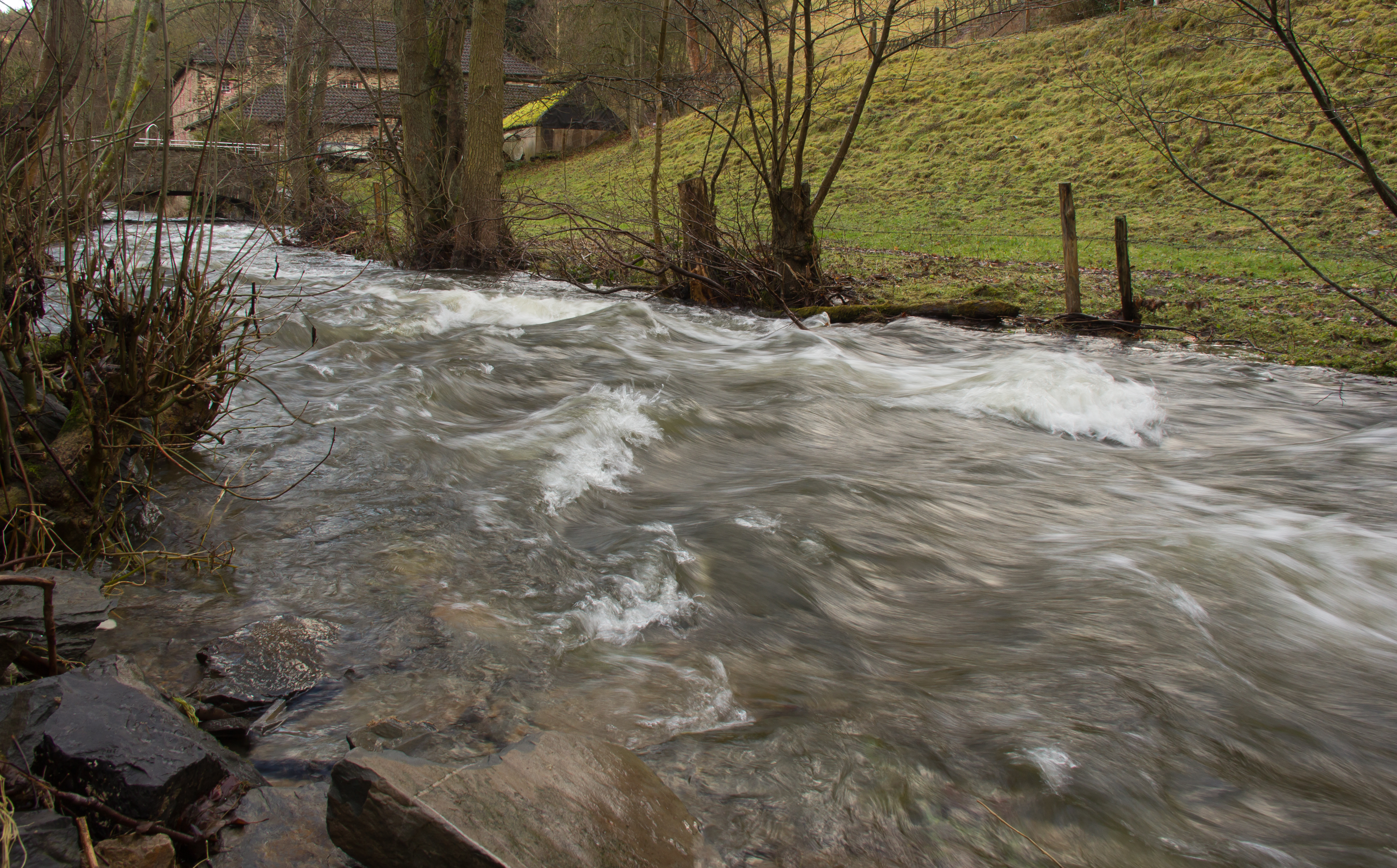

卡爾河（德語：Kall），是德國的河流，位於該國西部，處於北萊茵-威斯特法倫州，屬於魯爾河的支流，河道全長25.9公里，流域面積76.8平方公里，河畔城鎮有蒙绍、錫默拉特和許特根瓦爾德。